# Peter Lampert
Peter Lampert (* 23. September 1951 in Vaduz; † 4. Juli 2015 in Chur) war ein liechtensteinischer Politiker und von 2001 bis 2013 Abgeordneter im Landtag des Fürstentums Liechtenstein.

## Biografie
Lampert arbeitete als selbständiger Plattenleger. 1978 gründete er ein Geschäft für Wand- und Bodenbeläge in Vaduz.
2001 wurde er im Wahlkreis Oberland erstmals für die Fortschrittliche Bürgerpartei in den Landtag des Fürstentums Liechtenstein gewählt. Bei den Wahlen 2005 und 2009 konnte er sein Mandat jeweils verteidigen und wurde wiedergewählt. Bei der Landtagswahl im Februar 2013 trat er nicht mehr an. 
Neben seiner beruflichen und politischen Tätigkeiten engagierte er sich in der Bergrettung und dem Lawinendienst. So war er 1972 einer der Mitbegründer des Lawinendienstes des Fürstentums und fungierte zuletzt bis 2011 als dessen Leiter. Ebenfalls 1972 trat er der liechtensteinischen Bergrettung bei und gehörte dieser bis zu seinem Tod an. Lampert leitete die Bergrettung für 21 Jahre. Des Weiteren war er seit 1971 Mitglied des Liechtensteiner Alpenvereins, gehörte von 1980 bis 2001 dessen Vorstand an und wurde schliesslich mit der Ehrenmitgliedschaft ausgezeichnet.
Lampert war verheiratet und Vater zweier Kinder.